# Lijst van voetbalinterlands Amerikaanse Maagdeneilanden - Haïti
Deze lijst van voetbalinterlands is een overzicht van alle officiële voetbalwedstrijden tussen de nationale teams van de Amerikaanse Maagdeneilanden en Haïti. De landen speelden tot op heden vier keer tegen elkaar. De eerste ontmoeting was een kwalificatiewedstrijd voor de Caribbean Cup 2001 op 10 april 2001 in Port-au-Prince. Het laatste duel, een kwalificatiewedstrijd voor het Wereldkampioenschap voetbal 2014, vond plaats in Frederiksted op 7 oktober 2011.

## Wedstrijden
| № | Plaats         | Datum            | Competitie                      | Wedstrijd                           | Uitslag |
| - | -------------- | ---------------- | ------------------------------- | ----------------------------------- | ------- |
| 1 | Port-au-Prince | 10 april 2001    | Caribbean Cup 2001 kwalificatie | Haïti − Amerikaanse Maagdeneilanden | 12 − 1  |
| 2 | Kingston       | 24 november 2004 | Caribbean Cup 2005 kwalificatie | Haïti − Amerikaanse Maagdeneilanden | 11 − 0  |
| 3 | Port-au-Prince | 2 september 2011 | WK 2014 kwalificatie            | Haïti − Amerikaanse Maagdeneilanden | 6 − 0   |
| 4 | Frederiksted   | 7 oktober 2011   | WK 2014 kwalificatie            | Amerikaanse Maagdeneilanden − Haïti | 0 − 7   |

## Samenvatting
| Competitie                 | Totaal gespeeld | Winst Am. Maagdeneil. | Gelijk | Winst Haïti | Doelsaldo Am. Maagdeneil. – Haïti |
| -------------------------- | --------------- | --------------------- | ------ | ----------- | --------------------------------- |
| WK-kwalificatie            | 2               | 0                     | 0      | 2           | 0 − 13                            |
| Caribbean Cup-kwalificatie | 2               | 0                     | 0      | 2           | 1 − 23                            |
| Totaal                     | 4               | 0                     | 0      | 4           | 1 − 36                            |

Wedstrijden bepaald door strafschoppen worden, in lijn met de FIFA, als een gelijkspel gerekend.